# Новый Цатаних
Новый Цатаних (кум. Акъав-отар) — переселенческий кутан Унцукульского района Республики Дагестан, расположенный в Хасавюртовском районе Республики Дагестан.

## География
Расположен на левом берегу канала Гопме на территории Хасавюртовского района, в 26 км к северо-востоку от города Хасавюрт.

## История
После повторного переселения в 1957 году населения села Цатаних с территории восстановленной ЧИАССР, местному колхозу имени Энгельса, на территории Хасавюртовского района была выделена земля под зимние пастбища (земли бывшего кумыкского хутора Акау-отар). Часть жителей Цатаниха  поселилась на месте хутора и образовала кутан.

## Инфраструктура
Дахадаевская (Ново-Цатанихская) СОШ.